# Ormtjärnen (Söderbärke socken, Dalarna, 665431-147858)
Ormtjärnen är en sjö i Smedjebackens kommun i Dalarna och ingår i Norrströms huvudavrinningsområde. Sjöns area är 0,01 kvadratkilometer och den befinner sig 288 meter över havet.